# Carles Puigdemont

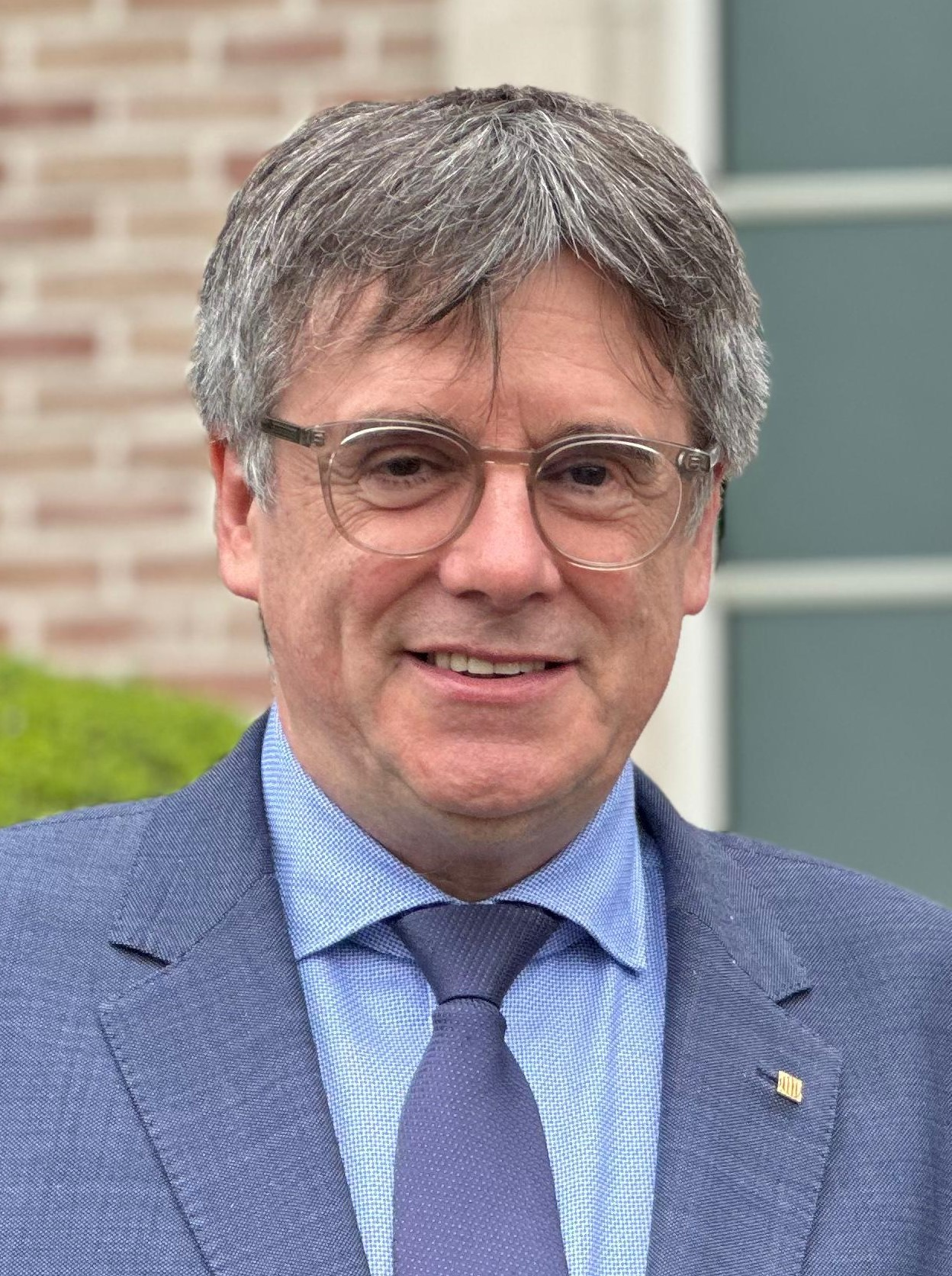
Carles Puigdemont (2024)

Carles Puigdemont i Casamajó [ˈkarɫəs pudʒðəˈmon i kazəməˈʒo]  (* 29. Dezember 1962 in Amer) ist ein spanischer Politiker. Er gehört der katalanisch separatistischen Junts per Catalunya (Junts) an und war bis Juni 2022 deren Vorsitzender. Ab 2011 war er Bürgermeister von Girona. Als Abgeordneter des katalanischen Regionalparlaments setzte er sich für die Unabhängigkeit Kataloniens von Spanien ein. Er wurde im Januar 2016 zum Präsidenten der Generalitat de Catalunya, der katalanischen Autonomieregierung, gewählt. Nach dem Unabhängigkeitsreferendum in Katalonien 2017 wurden Puigdemont und die von ihm geführte Regierung am 27. Oktober 2017 auf Grundlage von Artikel 155 der spanischen Verfassung des Amtes enthoben und von der spanischen Justiz u. a. wegen des Tatbestandes der Rebellion angeklagt; er entzog sich der spanischen Justiz durch seine Flucht ins Ausland, von wo aus er als Führer der separatistischen Bemühungen agiert. Von 2019 bis 2024 war er Abgeordneter des Europaparlaments.

## Herkunft und Werdegang
Puigdemont ist Sohn einer Konditorfamilie. Er studierte katalanische Philologie an der Universität Girona und begann während seines Studiums, für die lokale Presse zu schreiben. Er wurde Lokalkorrespondent der Zeitung Los Sitios und später Chefredakteur von El Punt, wo er 1982 als Korrektor angefangen hatte. Im Laufe des Jahres 1993 bereiste er verschiedene Länder der Europäischen Union und schrieb Reportagen, die in der Wochenzeitung Presència veröffentlicht wurden.
Von 1999 bis 2002 war er erster Direktor der staatlichen katalanischen Nachrichtenagentur Agència Catalana de Notícies und Generaldirektor von Catalonia Today, einer katalanischen Publikation in englischer Sprache, die auf seine Initiative entstand. Er ist der Autor des 1994 erschienenen Buchs Cata… què? Catalunya vista per la premsa internacional („Kata… was? Katalonien aus Sicht der internationalen Presse“) und unterhielt eine Kolumne über den gleichen Themenbereich in der Presència.

## Politische Karriere

### Abgeordneter und Kommunalpolitiker
Puigdemont gehörte der Joventut Nacionalista de Catalunya (JNC) an, der Jugendorganisation der Partei Convergència Democràtica de Catalunya (CDC), und war einer der Mitbegründer dieser Organisation in der Provinz Girona. Als Vertreter der Partei wurde er Direktor des Kulturzentrums Casa de Cultura de Girona (2002–2004) und Abgeordneter für das Parteienbündnis CiU im katalanischen Parlament in den auf die Wahlen der Jahre 2006, 2010 und 2012 folgenden Sitzungsperioden.
In die vorderen Reihen der katalanischen Politik rückte Puigdemont 2006 auf und blieb unbelastet von den Skandalen in der Umgebung des langjährigen CiU-Führers Jordi Pujol, der die Geschicke Kataloniens über Jahrzehnte gelenkt hatte. Anders als sein Vorgänger, sein Parteikollege Artur Mas, ein politischer Ziehsohn Pujols, der den als procès bezeichneten Weg zu einem katalanischen Unabhängigkeitsreferendum nach 2010 schrittweise einleitete, gehört Puigdemont zum linken Parteiflügel.
2007 führte er die Wahlliste der CiU für den Stadtrat von Girona an. Die CiU verlor die Wahl und blieb in der Opposition. 2011 wurde er zum Bürgermeister von Girona gewählt und brach damit die Vorherrschaft der sozialdemokratischen Partit dels Socialistes de Catalunya (PSC, regionale Schwesterpartei der PSOE), die 32 Jahre die Stadt regiert hatte.
Im Juli 2015 löste er Josep Maria Vila d’Abadal als Präsident der Kommunalvereinigung Associació de Municipis per la Independència (Städtebündnis für die Unabhängigkeit Kataloniens) ab. Bei der Parlamentswahl in Katalonien 2015 wurde er als Abgeordneter der parteiübergreifenden separatistischen Liste Junts pel Sí ins Regionalparlament gewählt.

### Präsident der Generalitat
Am 10. Januar 2016 wurde er mit Unterstützung der linksnationalistischen CUP mit 70 gegen 63 Stimmen bei zwei Enthaltungen zum neuen Präsidenten der Generalitat von Katalonien gewählt und am 11. Januar 2016 vom spanischen König ernannt. Puigdemont vermied es dabei, dem König die Treue zu schwören.
Unter seiner Regierung wurde am 1. Oktober 2017 trotz eines Verbots des spanischen Verfassungsgerichtes ein Unabhängigkeitsreferendum abgehalten. Die spanischen Behörden versuchten erfolglos, die Durchführung mit polizeilichen Maßnahmen zu verhindern. Am 10. Oktober 2017 erklärte Puigdemont vor dem katalanischen Regionalparlament, das Referendum, bei dem sich nach Angaben der Regionalregierung die Unabhängigkeitsbefürworter durchgesetzt hatten (bei einer Wahlbeteiligung von etwas über 40 %), verleihe ein Mandat, Katalonien für unabhängig zu erklären; er wolle dies jedoch um einige Wochen verschieben, um mit der spanischen Regierung zu verhandeln. Wenige Stunden nach dieser Verlautbarung unterzeichnete Puigdemont zusammen mit den separatistisch orientierten Abgeordneten des katalanischen Parlaments eine Unabhängigkeitserklärung, die anschließend einstweilen ausgesetzt wurde.
Die folgenden zwei Wochen waren durch Spannungen innerhalb der katalanischen Regierung und im Lager der Unabhängigkeitsbefürworter geprägt, deren radikalere Vertreter die sofortige Umsetzung der Unabhängigkeit verlangten und Puigdemont teils als Zauderer schmähten, während andere weitere einseitige Schritte zunächst vermeiden wollten. Doch wurden Verhandlungen von der spanischen Regierung konsequent verweigert. Vielmehr kündigte der spanische Ministerpräsident Mariano Rajoy am 21. Oktober 2017 die Entmachtung der Regionalregierung und Neuwahlen an; dies sollte der spanische Senat am 27. Oktober beschließen. Am 26. Oktober entschloss sich Puigdemont, auf die mehrfach erwogene Ausrufung von Neuwahlen für Katalonien zu verzichten und stattdessen die Unabhängigkeitserklärung im Parlament zur Abstimmung zu bringen. Zuvor war signalisiert worden, im Falle einer Ausrufung von Neuwahlen könne seitens der spanischen Regierung auf Zwangsmaßnahmen verzichtet werden. Puigdemont erklärte jedoch, dafür gebe es keine Garantien.
Am 27. Oktober rief das Regionalparlament die zuvor ausgesetzte Unabhängigkeit aus. Wenige Stunden später billigte der spanische Senat die Entmachtung der katalanischen Regierung. Am gleichen Abend setzte die spanische Regierung Puigdemont und seine Regierung ab und rief Neuwahlen für das Regionalparlament für Dezember 2017 aus.

### Anklageerhebung und erster europäischer Haftbefehl
Am 30. Oktober 2017 erhob die spanische Generalstaatsanwaltschaft Anklage gegen Puigdemont und weitere Angehörige der abgesetzten katalanischen Regionalregierung wegen Aufstands (rebelión) und Zweckentfremdung (malversación) öffentlicher Gelder für das Unabhängigkeitsreferendum.
Das zuständige spanische Gericht ordnete am 31. Oktober an, dass Puigdemont und die anderen 13 Angeklagten am 2. und 3. November vor Gericht erscheinen sollten, um sich zu den Vorwürfen zu äußern, und dass sie bis dahin die auf 6,2 Millionen Euro geschätzten Kosten des Referendums als Kaution hinterlegen müssten. Werde diese Summe nicht bis dahin entrichtet, so könne das Vermögen Puigdemonts und der Mitangeklagten eingezogen werden.
Während einige Mitglieder der abgesetzten Regierung der Vorladung folgten und in Haft genommen wurden, darunter Vizepräsident Oriol Junqueras, erschien Puigdemont, der am 30. Oktober 2017 in Erwartung der Anklage mit sieben Ex-Ministern nach Brüssel abgereist war, nicht wie angeordnet in Spanien vor Gericht, sondern blieb zunächst in Belgien. Am 31. Oktober hielten die Ex-Minister dort eine Pressekonferenz ab; danach kehrten drei von ihnen nach Spanien zurück. Am 2. November 2017 wurde ein europäischer Haftbefehl gegen Puigdemont und vier Ex-Minister erlassen; sie stellten sich den belgischen Behörden. Am 5. Dezember, rund zwei Wochen vor der Neuwahl des katalanischen Parlaments, zog das oberste Gericht Spaniens den europäischen Haftbefehl zurück.

### Nach den Neuwahlen in Katalonien 2017
Puigdemont beteiligte sich von Belgien aus als Kandidat des Bündnisses Junts per Catalunya an der Parlamentswahl in Katalonien am 21. Dezember 2017 und wurde erneut ins Regionalparlament gewählt; mit knapp 50 % der Stimmen errangen die separatistischen Parteien (Junts per Catalunya, ERC und CUP) erneut eine knappe Mehrheit der Sitze.
In seiner Neujahrsansprache sprach sich Carles Puigdemont für Verhandlungen mit der spanischen Regierung über die Unabhängigkeit Kataloniens aus; als Konsequenz der Wahlen forderte er zudem seine Wiedereinsetzung als katalanischer Ministerpräsident, obgleich er bei einer Rückkehr nach Spanien wegen des weiterhin bestehenden spanischen Haftbefehls mit einer Festnahme rechnen musste. Rajoy kündigte derweilen an, dass die Autonomie Kataloniens bei einer Wiederwahl Puigdemonts als Ministerpräsident durch das Regionalparlament ohne seine vorherige Rückkehr nicht wiederhergestellt werden könne, da Katalonien nicht aus der Ferne regiert werden könne. Auch die vom Parlamentspräsidium aufgerufenen parlamentarischen Juristen bestätigten in einem Gutachten, dass eine Ernennung zum Ministerpräsidenten nur bei persönlicher Präsenz im Parlament und nicht per Video oder Delegation möglich sei.
Trotzdem wurde Puigdemont von Junts per Catalunya und ERC am 22. Januar 2018 als einziger Kandidat für die Regionalpräsidentschaft nominiert. Puigdemont erklärte sich daraufhin bereit, eine Regierung zu bilden. Die spanische Regierung reichte am 26. Januar eine Klage gegen die Nominierung Puigdemonts beim spanischen Verfassungsgericht ein; dieses entschied am 27. Januar in einer einstweiligen Verfügung, dass der zu nominierende Kandidat bei seiner Wahl persönlich anwesend sein müsse. Am 1. März verzichtete Puigdemont vorerst auf seine Kandidatur.
Anfang Mai 2018 scheiterte ein Versuch, ihn aufgrund einer vom katalanischen Regionalparlament eingeleiteten Gesetzesänderung doch noch zum Regionalpräsidenten zu wählen, an einer Entscheidung des spanischen Verfassungsgerichts. Daraufhin schlug Puigdemont den als Hardliner geltenden separatistischen Politiker Quim Torra als Kandidaten vor; dieser wurde am 14. Mai mit knapper Mehrheit zum neuen Präsidenten der Generalitat gewählt. In seiner Antrittsrede vor dem katalanischen Parlament bezeichnete sich Torra als Übergangskandidaten; Puigdemont sei weiterhin der legitime Präsident, dessen Arbeitszimmer im Regierungspalast er nicht beziehen werde. Von Mai 2018 bis September 2020 amtierte Quim Torra als Präsident der Generalitat de Catalunya, der Regionalregierung von Katalonien. Im September 2020 wurde ein gegen ihn verhängtes Urteil rechtskräftig, wonach er 18 Monate lang kein politisches Amt ausüben durfte.

### Erneuter Haftbefehl und Auslieferungsverfahren in Deutschland

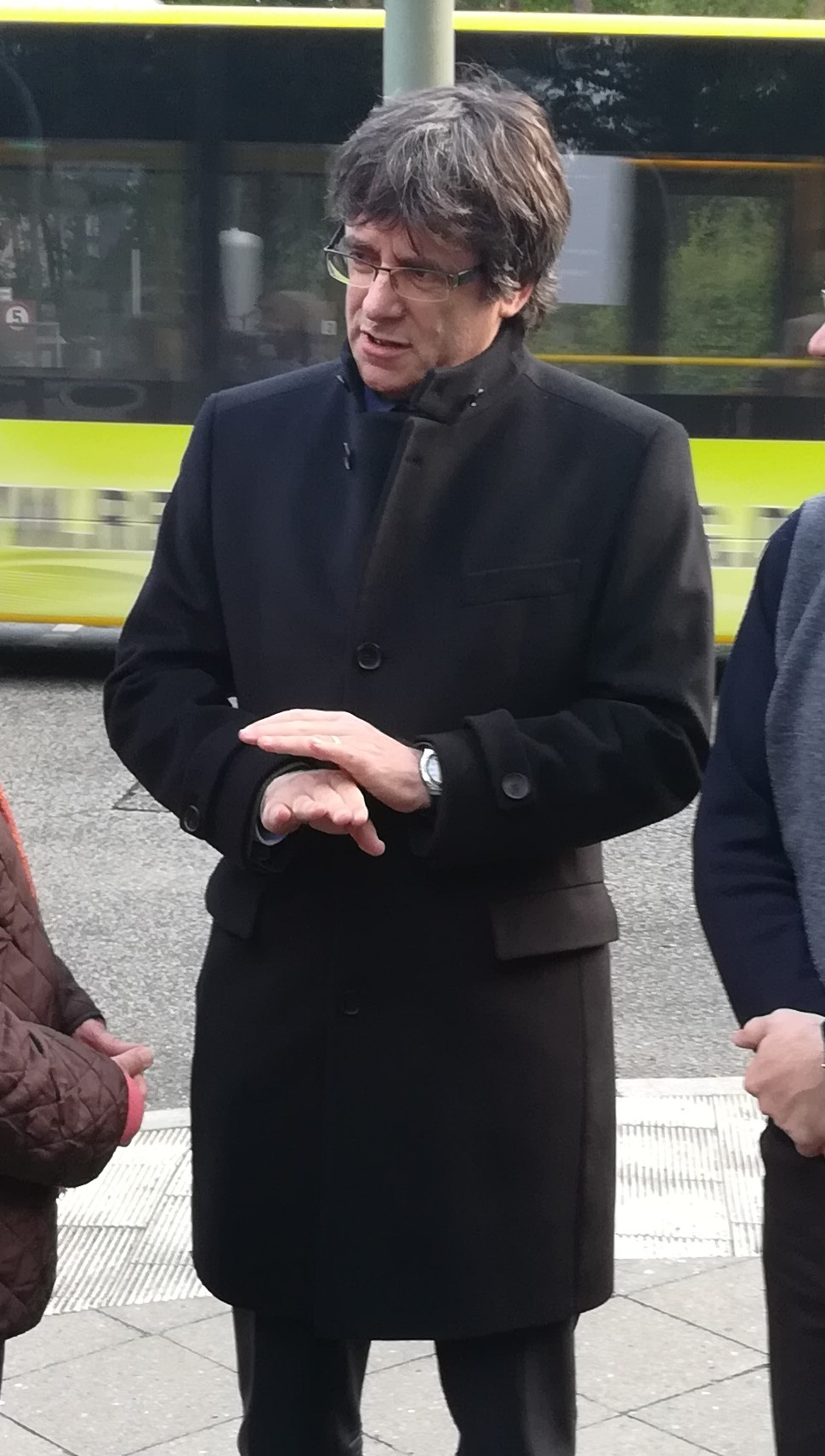
Puigdemont im April 2018 in Berlin

Am 23. März 2018 wurde das Gerichtsverfahren gegen Puigdemont und weitere Separatisten eröffnet und ein erneuter europäischer Haftbefehl zu seiner Auslieferung an Spanien ausgestellt. Am 25. März wurde er in Deutschland auf der Durchreise von Finnland nach Belgien festgenommen.
Das schleswig-holsteinische Oberlandesgericht erließ am 5. April 2018 gegen Carles Puigdemont einen Auslieferungshaftbefehl wegen Veruntreuung und setzte den Vollzug aus. Am Folgetag wurde Puigdemont aus der Justizvollzugsanstalt Neumünster freigelassen, durfte aber Deutschland nicht ohne Zustimmung der Staatsanwaltschaft verlassen. Er lebte zunächst in Berlin und anschließend zweieinhalb Monate auf dem Gut Pronstorf in der schleswig-holsteinischen Gemeinde Pronstorf. Die Entscheidung des Oberlandesgerichts über die Zulässigkeit der Auslieferung an Spanien galt nur für den Vorwurf der Veruntreuung, nicht jedoch für den der Rebellion. Spanien müsse garantieren, dass nur dieser Vorwurf zur Verhandlung komme. Das Gericht erkannte keine Fluchtgefahr und Puigdemont blieb auf freiem Fuß. Am 12. Juli 2018 stimmte das Oberlandesgericht Schleswig der Auslieferung endgültig zu. Doch lehnte der zuständige spanische Ermittlungsrichter Pablo Llarena am 19. Juli eine Auslieferung allein wegen des Vorwurfes der Veruntreuung öffentlicher Gelder ab und zog den europäischen Haftbefehl gegen Puigdemont zurück. So konnte er sich außerhalb Spaniens relativ frei bewegen; in Spanien selbst blieb jedoch der nationale Haftbefehl bestehen. Seine internationale Bewegungsfreiheit erwies sich als eingeschränkt, so verweigerte die kanadische Einwanderungsbehörde Puigdemont im Mai 2019 ein Besuchervisum.

### Politische Aktivitäten seit 2018
Ende Juli 2018 konnte Puigdemont schließlich wieder nach Belgien zurückkehren, von wo er im Oktober 2018 einen Rat für die Republik eingerichtet hat, der sich für die Unabhängigkeit Kataloniens einsetzen soll.
Puigdemont kandidierte mit der Partei Junts per Catalunya (Junts per Europa) für die Europawahlen im Mai 2019, um erneut ein politisches Amt auszuüben (parlamentarische Immunität inklusive). Junts per Catalunya. (JxC) brach dabei mit der PDCat, der Nachfolgepartei von Puigdemonts ursprünglicher Partei CiU, die bis dahin eine der Gründungsmitglieder des Wahlbündnisses JxC war, und verselbständigte diese als ausschließliches Vehikel für Puigdemonts Politik. Bei den Wahlen erhielt JxC insgesamt 4,6 % der Stimmen in Spanien und somit zwei Abgeordnetenmandate – die Ernennung zum EU-Abgeordneten setzt jedoch nach spanischem Recht die persönliche Präsenz in Madrid und einen Eid auf die spanische Verfassung voraus; um sein MdEP-Mandat antreten zu können, hätte Puigdemont (und der ebenfalls geflüchtete Toni Comin auf dem zweiten Listenplatz) demnach nach Madrid reisen müssen, wo ihm die Verhaftung drohte.
Puigdemont, Comin und Junqueras (der für ERC ins Europaparlament gewählt wurde, aber bis Juni 2021 in Haft saß) ließen ihr Mandat ruhen, ohne einen Vertreter zu bestimmen, und klagten gegen die spanische Wahlkommission, die ihre Ernennung zu Abgeordneten nicht bestätigt hatte.
Im Oktober 2019 wurden die in Spanien in Haft befindlichen Angeklagten zu langjährigen Gefängnisstrafen für „Aufruhr“ verurteilt (wobei eine Verurteilung für den schwereren Tatbestand der „Rebellion“ nicht erfolgte). Mit dem Urteil reaktivierte die spanische Justiz den europäischen Haftbefehl gegen Puigdemont. Der Europäische Gerichtshof (EuGH) entschied am 19. Dezember 2019, dass ein Eid in Madrid für die Ausübung eines Europamandats nicht notwendig sei, ausschlaggebend sei die Wahl zum Abgeordneten des Europaparlaments. Auch der Vollzug des spanischen Haftbefehls wurde Anfang Januar 2020 von einem belgischen Gericht ausgesetzt; begründet wurde dies mit der parlamentarischen Immunität, die Puigdemont seit seiner Wahl zum Abgeordneten des Europaparlaments besitze; erst mit einer Aufhebung durch das Parlament könne das Auslieferungsverfahren fortgesetzt werden.
Puigdemont lehnt alle politischen Annäherungen mit der spanischen Regierung ab, insbesondere den von der ERC initiierten Dialog zwischen der Generalitat und Pedro Sánchez, der seit dem 7. Juni 2018 Ministerpräsident von Spanien ist. In einer Großkundgebung in Perpignan (nahe der spanischen Grenze) sprach er Ende Februar 2020 vor bis zu 150.000 Anhängern von der Notwendigkeit eines „abschließenden Kampfes“ (wörtlich: lluita definitiva) für die Unabhängigkeit. Am 5. Juni 2022 gab Puigdemont den Vorsitz der Junts per Catalunya ab, Nachfolgerin wurde die Parlamentspräsidentin von Katalonien, Laura Borràs. 2024 erklärte er seinen Verzicht für eine weitere Kandidatur für das Europaparlament und trat stattdessen als Spitzenkandidat von Junts für die katalanische Parlamentswahl 2024 an. Dort erhielt seine Partei 20,1 % der Stimmen und kam nicht in die Position, den Ministerpräsidenten zu stellen.

### Festnahme 2021

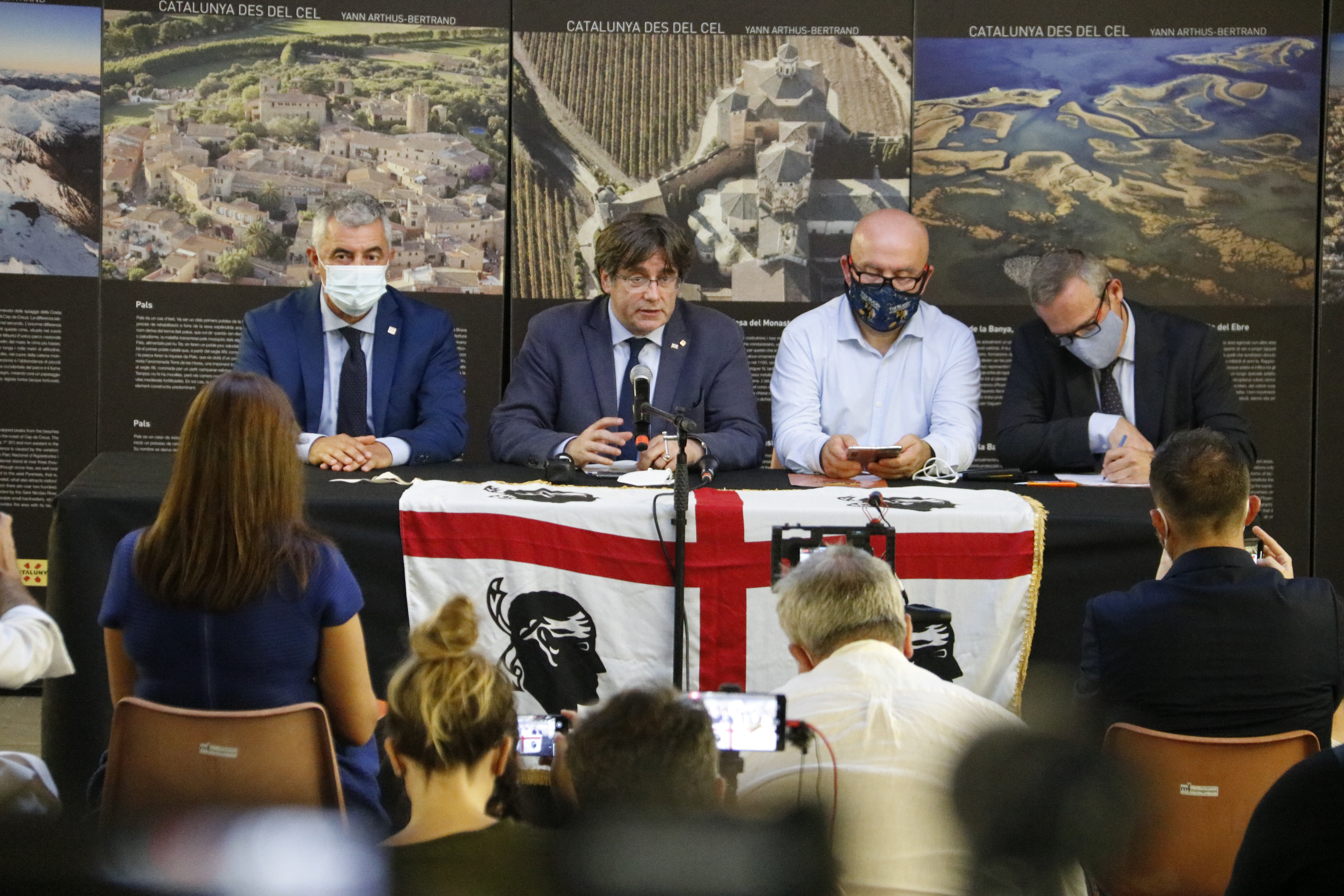
Carles Puigdemont in Alghero mit seinem Rechtsanwalt im September 2021

Im März 2021 hob das Europäische Parlament seine Abgeordnetenimmunität auf, womit eine Auslieferung an Spanien grundsätzlich formal erleichtert worden wäre. Puigdemont erhob dagegen Einspruch beim Gericht der Europäischen Union. Der Vizepräsident des Gerichts gab Puigdemont und zwei weiteren katalanischen Abgeordneten die Immunität vorläufig bis zu einer endgültigen Entscheidung über den Einspruch zurück. Ende Juli 2021 wurde die Immunität aufgehoben.
Ende September 2021 wurde Puigdemont auf Sardinien, wohin er wegen einer Veranstaltung der katalanischsprachigen Stadt Alghero gereist war, auf Grundlage des weiterhin bestehenden internationalen Haftbefehls verhaftet.
Am Folgetag wurde er bis zu einem Gerichtstermin am 4. Oktober aus der Haft entlassen. Am 4. Oktober entschied das Gericht, dass er bis zu einer endgültigen Entscheidung über die Immunität durch den Europäischen Gerichtshof auf freiem Fuß bleibt. Zudem solle der EuGH klären, ob der Haftbefehl aus Madrid überhaupt rechtens sei. Puigdemont war nach seiner Freilassung Ende September nach Brüssel gereist, um an einer Ausschusssitzung des EU-Parlaments teilzunehmen. Zur Verhandlung am 4. Oktober 2021 erschien er wieder in Sardinien vor der italienischen Justiz. Der Europäische Gerichtshof sprach Puigdemont Ende Mai 2022 seine Immunität vorläufig erneut zu, bis eine richterliche Prüfung seines Falls vorliegt.
2023 wurde der Tatbestand der Rebellion in Spanien abgeschafft. Somit blieb nur noch der Vorwurf der Veruntreuung bestehen. Im Juli 2023 scheiterte Puigdemont mit einer Klage gegen die Aufhebung seiner Immunität durch das EU-Parlament.

### Wiedereinreise nach Spanien 2024
Nach sieben Jahren im Ausland hielt Puigdemont am 8. August 2024 in Barcelona eine kurze Rede vor Anhängern und rief dabei „Lang lebe ein freies Katalonien“. Er entzog sich danach dem Zugriff der spanischen Justiz und tauchte unter. Ein Beamter wurde wegen Fluchthilfe festgenommen. Die spanischen Behörden leiteten eine Großfahndung mit unter anderem zahlreichen Straßensperren ein. Laut eigenen Aussagen kehrte er nach dem Auftritt in Barcelona in sein Exil in Belgien zurück.

## Persönliches
Puigdemont spricht neben Katalanisch und Spanisch auch fließend Französisch, Englisch und Rumänisch. Er ist seit 2000 mit der rumänischen Anglistin Marcela Topor verheiratet; die beiden Töchter des Paares wachsen dreisprachig (Katalanisch, Spanisch, Rumänisch) auf.